# Martelo rodado
 (octobre 2024).
 (janvier 2023).
Le martelo rodado ("marteau tourné / marteau ample", en portugais) est un coup de pied circulaire pénétrant de capoeira. Le mouvement se fait de l'extérieur vers l'intérieur du corps et se donne avec le dos du pied. Contrairement au martelo normal, il faut pivoter la jambe d'appui avant de lever l'autre pour ouvrir la hanche afin de lancer la jambe avec bien plus de puissance, puis on continue la rotation pour faire un tour complet en redescendant la jambe juste avant l'impact.
Le coup est généralement donné sur le cou ou à la tête de l'adversaire, mais on peut également le donner dans les côtes ou à la taille.

## Technique
- Pivoter la jambe d'appui en tournant les orteils vers l'extérieur.
- Pivoter le bassin sur le côté en levant le genou de l'autre jambe et en se protégeant le visage avec les deux mains.
- Poursuivre la rotation de la jambe d'appui en tendant la jambe qui frappe, de manière à l'abattre sur l'adversaire.
- Déposer la jambe de frappe sur le côté et faire un rolê, ou alors poursuivre la rotation sur la jambe d'appui pour revenir face à l'adversaire en déposant la jambe de frappe derrière soi.

Il ne faut pas confondre ce coup de pied avec le chapéu de couro ou le martelo de chão qui se font avec une main au sol. Le martelo rodado est effectué debout du début à la fin du mouvement.